# Jihlavan
Jihlavan (voluit; Jihlavan Airplanes s.r.o., wat Jihlavan Vliegtuigen B.V. betekent) is een Tsjechische vliegtuigbouwer en toeleverancier in de vliegtuigindustrie uit Jihlava. Jihlavan is in maart 2005 opgericht en is een 100% dochter van Skyleader a.s., na de overname van productierechten voor Ultralight- en lichte sportvliegtuigen. Jihlavan produceert een eigen lijn vliegtuigen onder de naam Skyleader en is een onderaannemer van Airbus.

## Lijst van vliegtuigen
- Skyleader 150
- Skyleader 200
- Skyleader 500